# Cuarenta mártires de Sebaste
Los Cuarenta Mártires de Sebaste o la Santa Cuarentena (en antiguo griego katharevousa Ἃγιοι Τεσσεράκοντα, en demótico Άγιοι Σαράντα) fueron un grupo de soldados romanos en la Legio XII Fulminata (Relámpago) cuyo martirio en 320 se relata en martirologios tradicionales.
Fueron asesinados cerca de Sebaste, en Armenia Menor, víctimas de la persecución de Licinio, quien, después del año 316, persiguió a los cristianos de Oriente. El relato más antiguo de su existencia y martirio lo proporciona el obispo Basilio de Cesarea (370-379), en una homilía pronunciada en la fiesta de los cuarenta mártires. La fiesta es en consecuencia más antigua que el episcopado de San Basilio, cuyo elogio sobre los mártires se pronunció tan sólo cincuenta o sesenta años después del martirio.

## El martirio

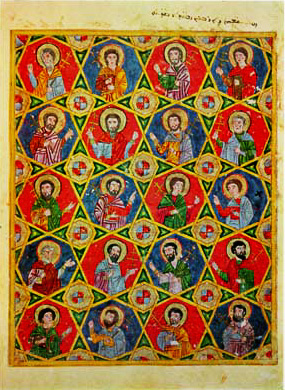
Una miniatura del Leccionario Evangélico Siríaco, creado ca. 1220 cerca de Mosul, que muestra una fuerte influencia musulmana mongol.

Según Basilio, cuarenta soldados que habían confesado abiertamente su condición cristiana, fueron condenados por el prefecto a estar expuestos desnudos durante la noche sobre una laguna helada cerca de Sebaste. Entre los confesores, uno cedió y, dejando a sus compañeros, buscó los baños calientes cerca del lago que habían sido preparados para quien quisiera renunciar. Uno de los guardias que vigilaba a los mártires vio en este momento un brillo sobrenatural sobre ellos. En ese momento se convirtió al cristianismo, y despojándose de sus vestiduras se unió a los otros treinta y nueve. Así, el número de cuarenta se mantuvo constante. Al amanecer, los cuerpos rígidos de los soldados, que aún mostraban señales de vida, fueron quemados y sus cenizas arrojadas a un río. Los cristianos, sin embargo, recogieron los preciosos restos que quedaban y las reliquias fueron distribuidas por muchas ciudades. De esta manera, la veneración de los cuarenta mártires llegó a extenderse, y se erigieron en su honor numerosas iglesias.

## Veneración temprana
Una de las iglesias fue construida en Cesarea, Capadocia, y fue en esta iglesia donde Basilio pronunció su homilía. Gregorio de Nisa fue un especial devoto de estos santos mártires. Aún se conservan dos sermones en alabanza a estos mártires, predicados en una iglesia dedicada a ellos, y tras la muerte de sus padres, depositó sus restos mortales al lado de las reliquias de los confesores. Efrén el Sirio también elogió a los Cuarenta Mártires. Sozomeno, que fue testigo ocular, ha dejado un interesante relato del hallazgo de las reliquias en Constantinopla, en el santuario de San Tirso construido por César gracias a la Emperatriz Pulqueria.

## Tema recurrente en el arte ortodoxo

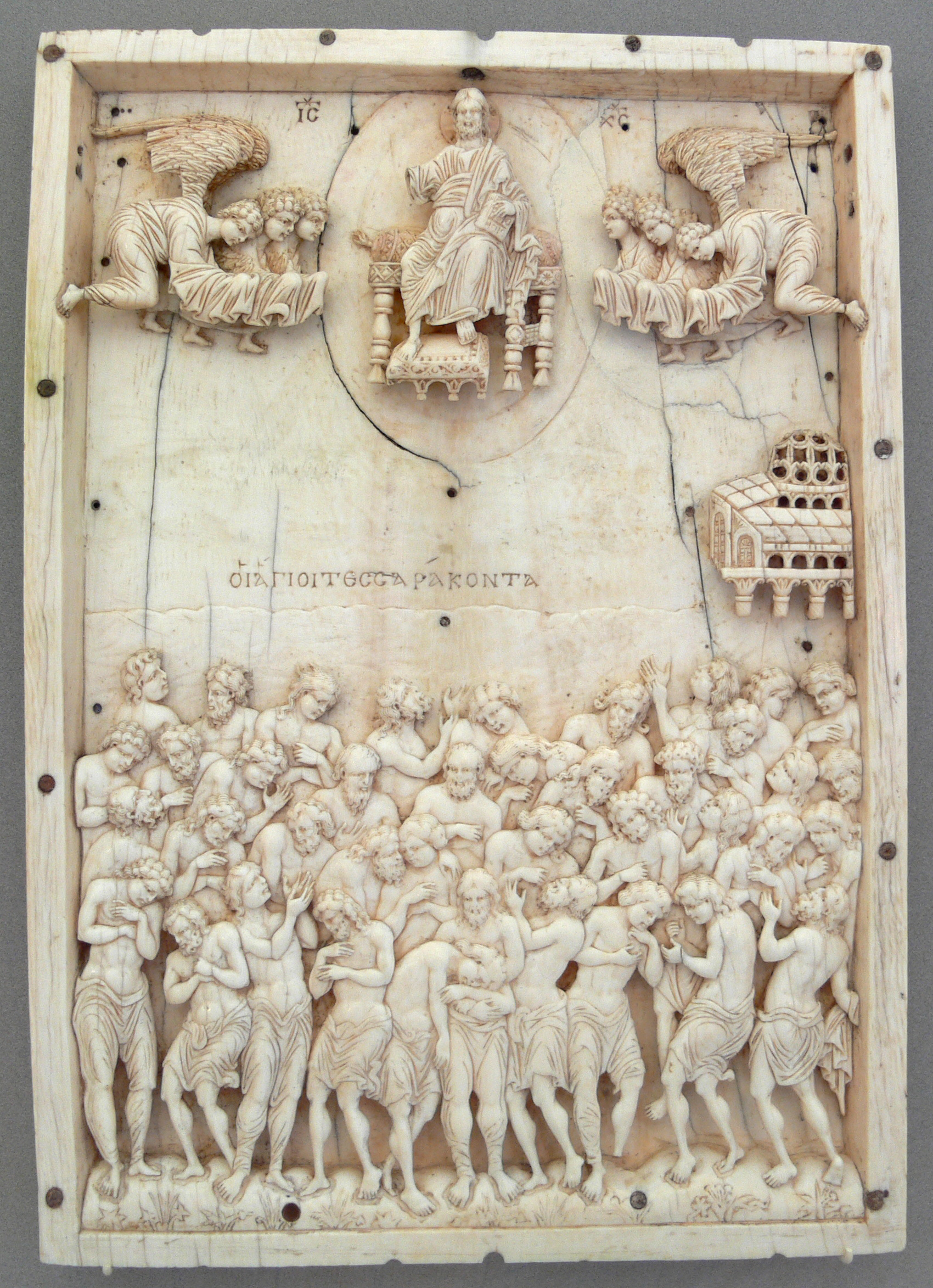
Relieve en marfil, icono de Constantinopla, (Museo Bode, Berlín).

El martirio de los cuarenta soldados de Sebaste fascinaba a los artistas bizantinos, pues les permitía mostrar gráficamente la desesperación humana. Los mártires eran representados por lo general en el momento en que morían de frío, "tiritando, abrazándose a sí mismos en busca de calor, o con las manos en la cara de dolor y desesperación". Esto es particularmente evidente en la gran placa de marfil del siglo X que se encuentra en el Bode Museum y el conjunto paleológico del mosaico en cera portátil, en Dumbarton Oaks.
El tema sigue siendo popular entre los iconógrafos ortodoxos.

## Veneración en Oriente

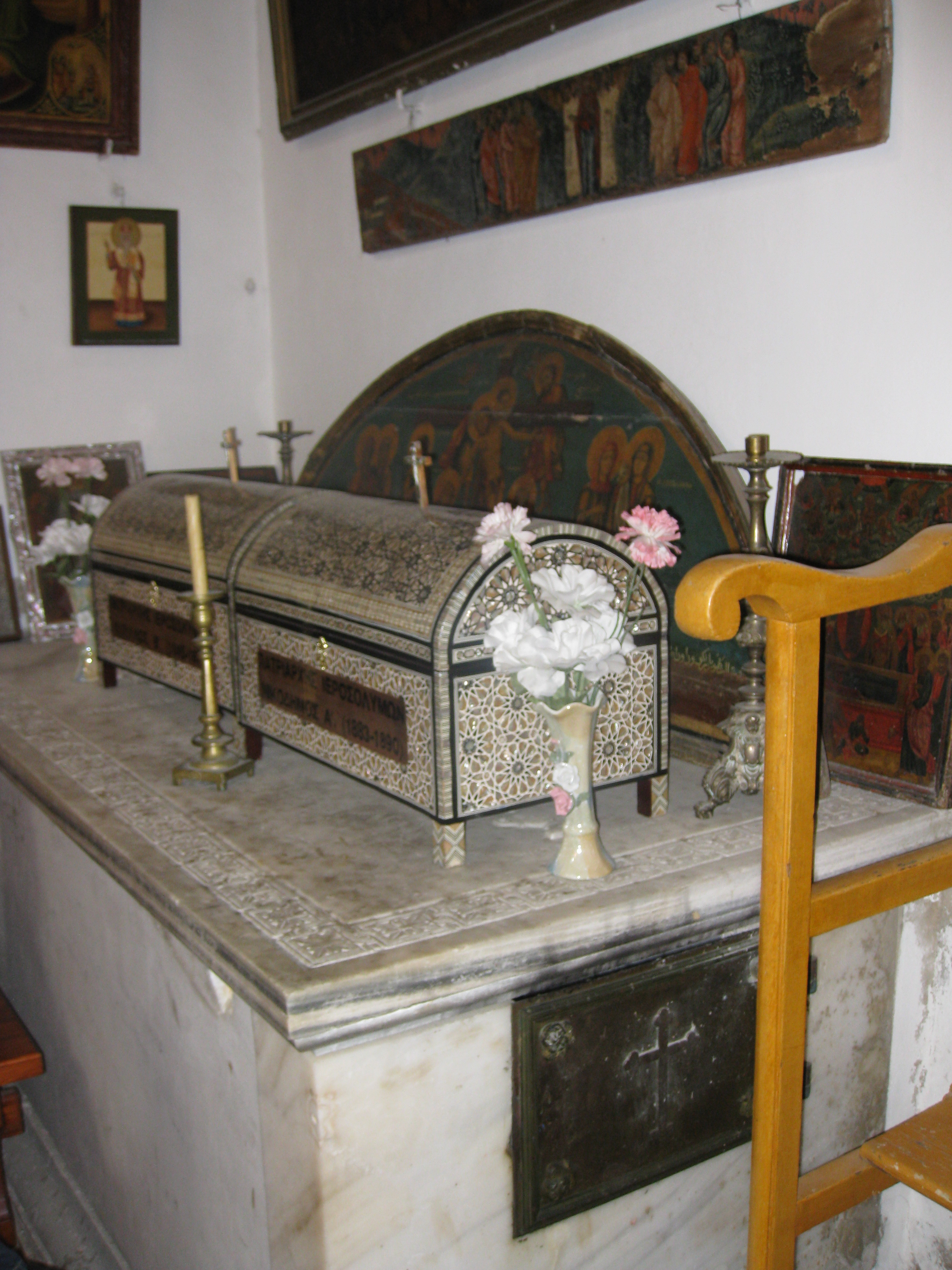
Capilla de los Cuarenta Mártires en la Iglesia del Santo Sepulcro, Jerusalén.

El culto de los Cuarenta Mártires está muy extendido por todo Oriente. Las iglesias de Santa Sofía en Ohrid (actual Macedonia del Norte) y Kiev (Ucrania) contienen representaciones de los siglos XI y XII, respectivamente. Una serie de capillas auxiliares se dedicaban a los cuarenta mártires, y hay varios casos en que todo un templo está dedicado a ellos: por ejemplo Xiropotamou, el monasterio de Monte Athos y la Iglesia de los Santos Cuarenta Mártires del siglo XIII, en Veliko Tarnovo, Bulgaria. 
En Alepo (Siria), la catedral armenia está dedicada a los Cuarenta Mártires.
La fiesta de los cuarenta mártires se celebra el 9 de marzo, y figura intencionalmente durante la Cuaresma para hacer un paralelismo entre los cuarenta días de penitencia y los cuarenta soldados mártires. Además la resistencia de los mártires sirve de ejemplo a los fieles a perseverar hasta el fin, es decir, durante los cuarenta días de ayuno, con el fin de alcanzar la recompensa celestial mediante la participación en la Pascua de Resurrección de Jesús.
En la liturgia matrimonial del rito ortodoxo está presente una oración que menciona a los cuarenta mártires de Sebaste referida a una "corona" para recordar a los novios que a ellos también les espera una corona espiritual en el Cielo si siguen siendo tan fieles a Cristo como estos mártires.

## Veneración en Occidente
La festividad de los cuarenta mártires de Sebaste se introdujo en Occidente el 10 de marzo. El Obispo Gaudencio de Brescia (muerto hacia 410 o 427) recibió las cenizas de los mártires durante un viaje por Oriente y las puso junto con otras reliquias en el altar de la basílica que él había erigido, en cuya consagración pronunció un discurso que se ha conservado. 
La Iglesia de Santa María la Antigua en el Foro Romano, construida en el siglo V, incluye una capilla, construida como una pequeña iglesia misma, consagrada a los Cuarenta Mártires. Contiene un mural del siglo VI o VII que representa el martirio. Los nombres de los confesores, tal como los encontramos también en fuentes posteriores, han sido inscritos anteriormente en este fresco.
Las actas de estos mártires, escritas posteriormente en griego, siríaco y latín, todavía existen, por lo que constituyen un "Testamento" de los Cuarenta Mártires.

## Los nombres de los Cuarenta Mártires

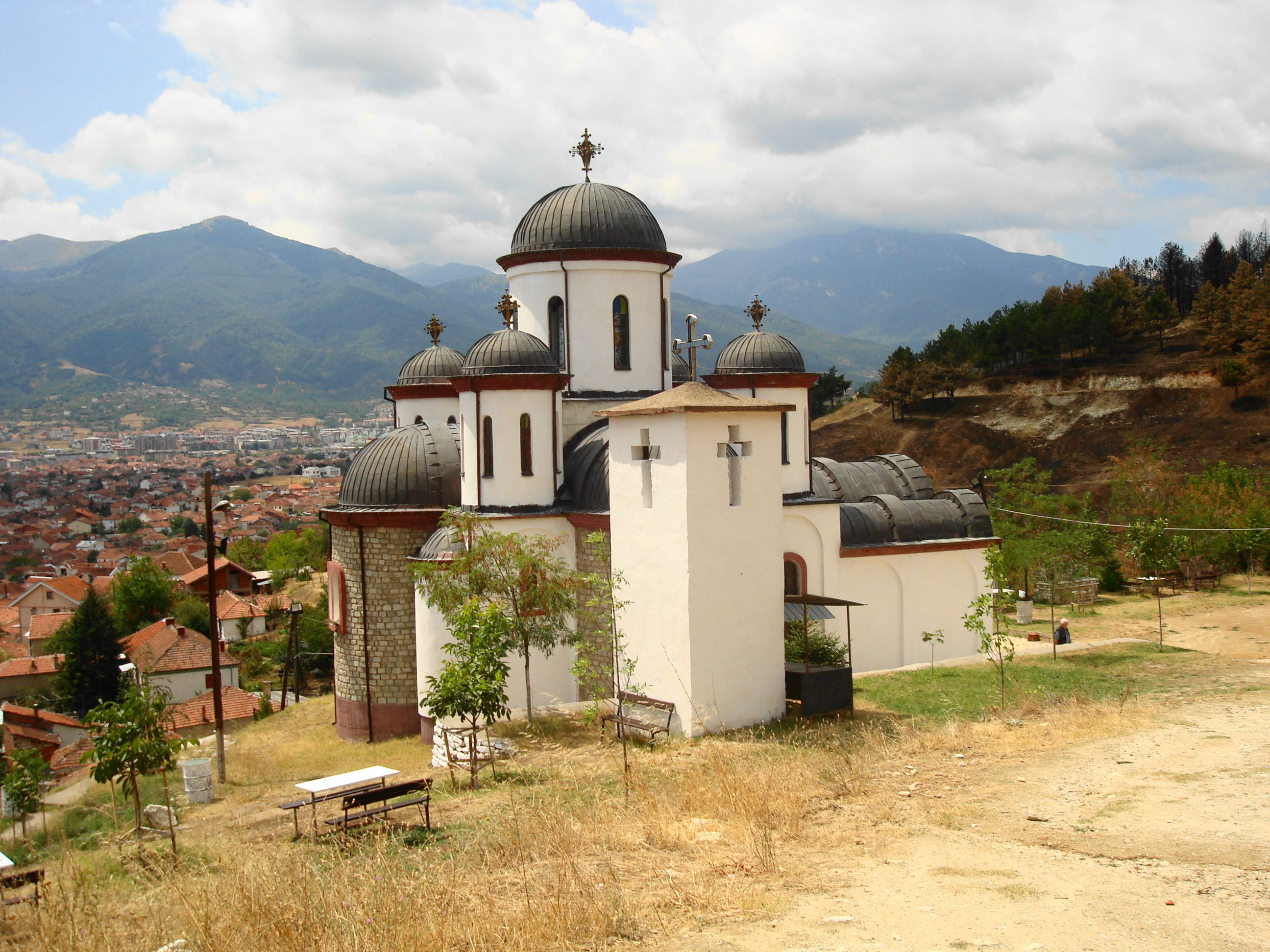
Iglesia ortodoxa de los cuarenta mártires de Sebaste, en Bitola, Macedonia.

El Menaion de la Iglesia Ortodoxa Oriental enumera los nombres de los cuarenta mártires de la siguiente
manera:
- Hesiquio, Melitón, Heraclio, Smoragdo, Domno, Eunoico, Valente, Vibiano, Claudio, Prico, Teóduío, Eutiquio, Juan, Xanteas, Heliano, Sisino, Quirión, Angeas, Aecio, Flavio, Acacio, Ecdicio, Lisímaco, Alejandro, Elio, Cándido, Teófilo, Domiciano, Cayo, Gorgonio, Leoncio, Atanasio, Cirilo, Sacerdón, Nicolás, Valerio, Filoctemon, Severiano, Cudión, y Eutiques.[7]

Según Antonio Borrelli, sus nombres eran:
- Aetius, Eutychius, Cyrius, Theophilus, Sisinnius, Smaragdus, Candidus, Aggia, Gaius, Cudio, Heraclius, John, Philotemon, Gorgonius, Cirillus, Severianus, Theodulus, Nicallus, Flavius, Xantius, Valerius, Aesychius, Eunoicus, Domitian, Domninus, Helianus, Leontius (Theoctistus), Valens, Acacius, Alexander, Vicratius (Vibianus), Priscus, Sacerdos, Ecdicius, Athanasius, Lisimachus, Claudius, Ile, Melito y Eutychus (Aglaius).[8]